# Rhondes neocaledonicus
Rhondes neocaledonicus là một loài nhện trong họ Salticidae.
Loài này thuộc chi Rhondes. Rhondes neocaledonicus được Eugène Simon miêu tả năm 1889.